# Roger Leenhardt
Roger Leenhardt (Montpellier, 23 luglio 1903 – Parigi, 4 dicembre 1985) è stato un regista, attore e produttore cinematografico francese, considerato uno dei padri del giovane cinema francese degli anni sessanta.

## Biografia
Roger Leenhardt nacque il 23 luglio 1903 a Montpellier;studente universitario in filosofia, fu uno dei precursori in Europa, prima di Rossellini e di Antonioni, nella ricerca di quella "drammatizzazione" del cinema, che assieme alla "teatralità" costituì la base per estendere lo spettacolo e i modi di narrazione.
Roger Leenhardt ha girato Les Dernières Vacances (1948), un'opera di grande sensibilità, come avrebbe scritto un romanzo «in prima persona», caratterizzandola di intimismo, malinconia, austerità, accostabile alle scritture di Alain-Fournier, di Jean Giraudoux e al modello di letteratura francese del primo Novecento, il «roman de domaine», descrivendo con delicatezza il cammino spirituale dell'adolescenza, e ripercorrendo l'amore casto degli adolescenti, in una proprietà che sta per essere venduta.
Uno dei protagonisti del film è un giovane ragazzo cresciuto nella provincia che, secondo il giudizio del critico cinematografico André Bazin, «impara a distinguere il bruciore dell'ultimo schiaffo della madre ed il primo schiaffo di una donna.»
(André Bazin)
Il film, nonostante una buona accoglienza del pubblico nel 1948, venne valorizzato dagli spettatori tramite le sue numerose trasmissioni nei cineclub.
Dopo la guerra, fondò con Jean Cocteau e Robert Bresson il cineclub d'avanguardia Objectif 49, cui partecipò il futuro team di Cahiers du Cinéma.
Il suo secondo film, Rendez-vous de miuit (1960), risultò una significativa opera intellettuale, incentrata sull'immaginario, sullo spazio e sul tempo.
Leenhardt è stato inoltre un apprezzato teorico, precursore di tendenze moderne di critica cinematografica, grazie alla sua finezza e originalità evidenziate nelle sue collaborazioni con Esprit (1936-1939), Lettres Françaises (1944-1946) ed altre riviste.
Ha scritto le biografie di Victor Hugo (1951), Jean-Baptiste Camille Corot (1965), Paul Valéry (1959), Pissaro (1975), e un mediometraggio documentario, che è un saggio didattico importante sulle origini del cinema: Naissance du cinéma (1946), premiato come migliore film documentario al Festival belga del cinema e delle belle arti del 1947.
Come attore partecipò al film La femme mariéè (1964) di Jean-Luc Godard, in cui incarnò l'intelligenza, un bellissimo omaggio a questo grande teorico del cinema moderno.
Come produttore è stato vice presidente del Syndicat des Producteurs de Films Educatifs, Documentaires et de Courts Métrages.
Leenhardt è considerato uno dei padri del giovane cinema francese degli anni sessanta, ammirato da André Bazin e da François Truffaut.
Ha pubblicato un libro autobiografico sotto forma di interviste a Jean Lacouture, intitolato Les Yeux ouverts (1979), che ottenne il Prix de la Critique de Cinéma et de Télévision.
(André Bazin, La Revue du Cinéma, n. 14, giugno 1948)
Roger Leenhardt morì il 4 dicembre 1985 a Parigi.

## Filmografia

### Attore
- 1964 : Una donna sposata, di Jean-Luc Godard : se stesso;
- 1967 : Le Beatnik et le Minet;
- 1977 : L'Homme qui aimait les femmes, di François Truffaut : M. Betany, direttore delle edizioni.

### Regista
Cortometraggi
- 1934 : Le Tapis moquette;
- 1935 : La Crète sans les Dieux (condirettore : René Zuber);
- 1937 : R.N. 37;
- 1938 : La Course au pétrole (condirettore : René Zuber);
- 1940 : Fêtes de France (condirettore : René Zuber);
- 1941 : Pescagel (condirettore : René Zuber);
- 1943 : A la poursuite du vent;
- 1943 : Le Chant des ondes;
- 1943 : Suite française (condirettore : René Zuber);
- 1946 : Départs pour l'Allemagne;
- 1948 : La Côte d'Azur;
- 1949 : Le Pain de Barbarie;
- 1950 : Naissance du cinéma;
- 1950 : Métro;
- 1951 : Victor Hugo;
- 1952 : Du charbon et des hommes;
- 1952 : La France est un jardin;
- 1953 : François Mauriac;
- 1953 : Notre sang;
- 1955 : La Fugue de Mahmoud;
- 1957 : Jean-Jacques;
- 1958 : Daumier;
- 1958 : Pour la santé des travailleurs des mines (produzione);
- 1958 : Paris et le désert français (condirettore : Sidney Jézéquel);
- 1960 : Le Maître de Montpellier;
- 1960 : Paul Valéry (anche produzione);
- 1961 : Entre Seine et mer;
- 1963 : Des femmes et des fleurs;
- 1964 : L'Homme à la pipe;
- 1964 : Daguerre ou la naissance de la photographie;
- 1966 : Jacques Copeau;
- 1966 : Le Cœur de la France;
- 1967 : Le Beatnik et le minet;
- 1967 : Le Rouge;
- 1977 : Pissarro;
- 1977 : Renoir ou du plaisir à la joie.

Lungometraggi
- 1948 : Les Dernières Vacances;
- 1961 : Le Rendez-vous de minuit.

Televisione
- 1964 : Une fille dans la montagne (telefilm).

### Sceneggiatore
- 1947 : L'Amour autour de la maison;
- 1948 : Les Dernières Vacances;
- 1951 : Naissance du cinéma;
- 1951 : Victor Hugo;
- 1953 : François Mauriac;
- 1953 : Notre sang;
- 1958 : Daumier;
- 1960 : Le Maître de Montpellier;
- 1961 : Le Rendez-vous de minuit;
- 1963 : Des femmes et des fleurs;
- 1964 : Courbet, l'homme à la pipe;
- 1964 : Une fille dans la montagne (telefilm);
- 1966 : Le Cœur de la France;
- 1967 : Le Beatnik et le minet;
- 1967 : Le Rouge;
- 1977 : Pissarro;
- 1977 : Renoir ou Du plaisir à la joie;
- 1986 : Claire (telefilm).